# Кауден (Илиноис)
Кауден (енгл. Cowden) град је у америчкој савезној држави Илиноис.

## Демографија
По попису из 2010. године број становника је 629, што је 17 (2,8%) становника више него 2000. године.
| Група             | 2000.       | 2010.       |
| Белци             | 600 (98,0%) | 624 (99,2%) |
| Афроамериканци    | 3 (0,5%)    | 0 (0,0%)    |
| Азијати           | 0 (0,0%)    | 2 (0,3%)    |
| Хиспаноамериканци | 0 (0,0%)    | 2 (0,3%)    |
| Укупно            | 612         | 629         |